# Термінал ЗПГ Свіноуйсьце
Термінал ЗПГ Свіноуйсьце — інфраструктурний об'єкт для прийому, регазифікації та перевалки зрідженого природного газу в Польщі, розташований поблизу балтійського порту Свіноуйсьце.

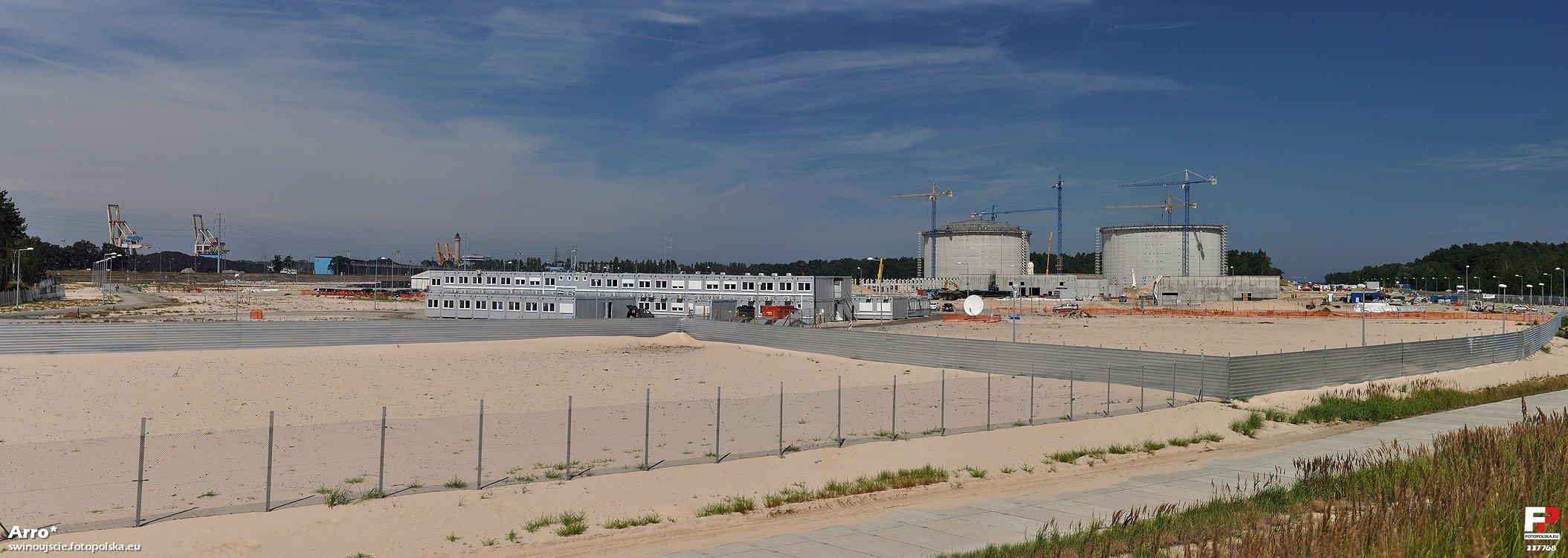
Термінал ЗПГ Свіноуйсьце

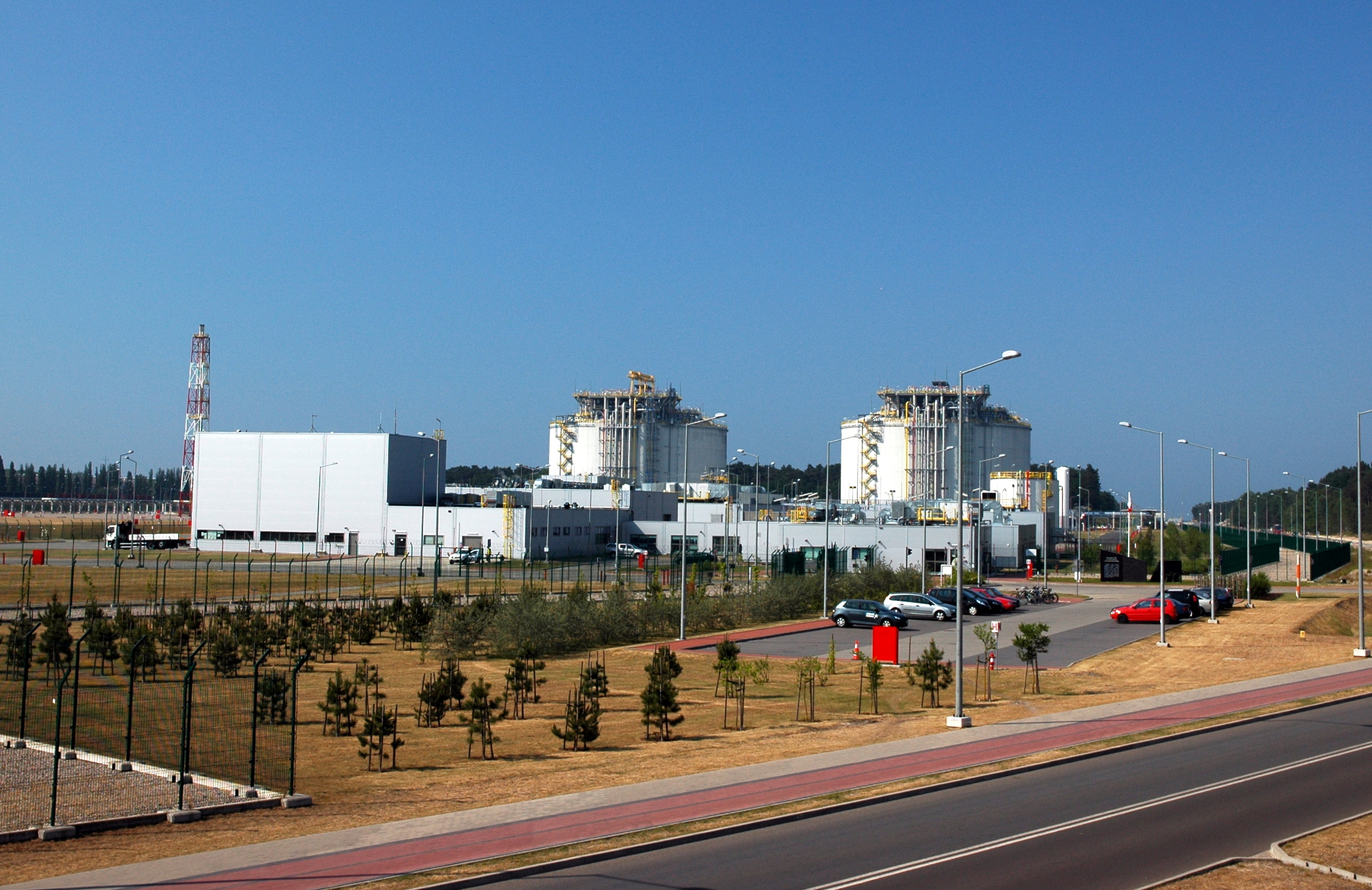
Термінал ЗПГ Свіноуйсьце. Фрагмент.

Імпорт газу до Польщі традиційно здійснювався лише трубопровідним шляхом із СРСР, а потім Росії. Хоча частка блакитного палива в енергетичному балансі країни не надто висока, проте було вирішено позбутись монополії одного постачальника, що цілком відповідало політиці ЄС на диверсифікацію поставок. Цієї мети можна було досягнути як створивши інтерконектори з газовими мережами сусідніх країн, так і забезпечивши умови для імпорту ЗПГ. Саме останній варіант виявився реалізованим в першу чергу шляхом створення терміналу на північному заході країни.
Проектна річна потужність терміналу складає до 5 млрд.м3 газу. Перший вантаж у тестовому режимі він прийняв в грудні 2015 року, тоді як регулярна експлуатація розпочалась в середині 2016-го. Об'єкт обладнаний сховищем із двох резервуарів по 160000 м3. 
Термінал здатен приймати газові танкери вантажоємністю від 120000 до 217000 м3, при цьому причал захищений хвилеламом довжиною 3 км. Будівництво потребувало доставки 2 млн тонн скельних порід, які надходили з кар'єрів у Швеції та Норвегії. Днопоглиблювальні роботи на підхідному каналі та басейні розвороту довели глибини до 14,5 метрів та були виконані землесосними снарядами "Crestway", "Shoreway", "Shoalway" та "Barent Zanen", що вилучили 8,2 млн м3 грунту.
Видача продукції відбувається по газопроводу–перемичці Свіноуйсьце – Щецин.
Окрім постачання блакитного палива до газотранспортної мережі передбачена можливість відправки малих партій ЗПГ у автоцистернах.

## Інтернет-ресурси
Вікісховище має мультимедійні дані за темою: Термінал ЗПГ Свіноуйсьце
- Polskie LNG S.A.